# Літопис Красинського
Бібліотека ординації Красінських у Варшаві
Літо́пис Красі́нського — ранньомодерний литовський літопис, вміщений до збірника з бібліотеки графів Красінських у Варшаві (№ 408). Займає аркуші 64—90 зв. цього збірника. Належить до 2-го зводу русько-литовських літописів першої (короткої) редакції. Написаний у XVI ст. руською мовою. Складався з двох частин: «Літопису Великого князівство Литовського і Жомоїтського» і «Кроиники о великих князех литовъскых». У першій частині описуються події від римського походження литовців до княжіння Тройдена, у другій — від княжіння Гедиміна до розгрому Мурома татарами в 1438 році. Сам збірник втрачений під час Другої Світової війни. Його описували А. Брюкнер, Е. Карський і С. Пташицький. За даними Карського, рукопис надійшов до бібліотеки Красінських 30 листопада 1833 року від Костянтина Свідзінського. Вперше надрукований 1893 року А. Бичковим. При виданні в ПСРЛ (Т. 18) обидві хроніки були надруковані окремо, причому частина друга раніше, ніж перша. У 35 тому ПСРЛ рукопис надруковано в тому оригінальному порядку. Також — рукопис Красинського, збірник Красинського.

## Зміст збірника
Всього в збірнику було 179 аркушів. Збірка не мала початку і кінця.
- «Александрія» (аркуші 53 — 63)
- Власне «Літопис Красинського»
  - «Літопис Великого князівство Литовського і Жомоїтського (аркуші 64 — 72 зв.)
  - „Кроиника о великих князех литовъскых“ (73 — 90 зв.)
- Невідома стаття (91)
- „Хожение Данила игумена в святыи град Иерусалим“ (91 зв. — 123)
- „Починается книга Товид“» (123—143 зв.)
- «Починается книга о Таудале рыцери» (159—171)
- «Сказание о сивилле пророчици» (171 зв. — 176 зв.)
- «Проречения святых пророк о Христе Исусе» (177. — 180 зв.)
- «Стязание, бывшее въкратце в Иерусалиме при Софонии архиепископе» (181—194 зв.)
- «Проречения святых пророк о Христе Исусе» (194 зв. — 230)

## Видання
- Летопись Красинского [Архівовано 8 липня 2020 у Wayback Machine.] // Полное собрание русских летописей (ПСРЛ), Т.35. Летописи белорусско-литовские. Москва, 1980.